# Amir Almuarri
Amir Almuarri (Maarrat al-Numan, 4 de febrero de 1999) es un rapero sirio que ganó reconocimiento internacional en 2019 por su música en la que muestra el sufrimiento de la población siria.

## Trayectoria
Nació en la ciudad de Maarrat al-Numan, que pertenece a la gobernación de Idlib, un área controlada por la oposición que sufrió varias campañas de bombardeo durante el levantamiento civil sirio y la guerra. Almuarri obtuvo un reconocimiento mundial después del lanzamiento de su última composición "En todos los frentes", que recibió cobertura de medios de comunicación árabes e internacionales, donde carga contra todos los implicados en la lucha y la represión de la población.
El vídeo musical se filmó en Idlib entre agosto y septiembre de 2019, mientras la Gobernación sufría bombardeos por parte del régimen sirio y Rusia. Cuenta con 62 civiles que desafían las represalias de las autoridades locales y externas. 
Almuarri cita a los raperos estadounidenses Wu-Tang Clan y Tupac como sus principales influencias musicales, y la poesía de su compatriota Abu al-ʿAlaʾ al-Maʿarri como su inspiración literaria. Sigue la tendencia de los raperos sirios que tratan "cuestiones como la identidad, la opresión y la cultura (...) y han contribuido al avance de la escena del hip hop dándole un sabor propio, bastante distinto del hip hop estadounidense".